# Ozolnieki (novads)
Ozolnieki (łot.: Ozolnieku novads) – jeden z łotewskich novadsów, funkcjonujący w latach 2009–2021.

## Historia
Novads powstało na terenach należących przed 2009 do rejonu Jełgawa.
W skład novadsu wchodziły trzy pagastsy: Ceni, Ozolnieki i Salgale. Jego stolicą została wieś Ozolnieki.
Zlikwidowany w ramach reformy administracyjnej 30 czerwca 2021. Wszedł w całości w skład nowego novadsu Jełgawa.